# Johann Melchior Wyrsch
 (décembre 2022).
Si vous disposez d'ouvrages ou d'articles de référence ou si vous connaissez des sites web de qualité traitant du thème abordé ici, merci de compléter l'article en donnant les références utiles à sa vérifiabilité et en les liant à la section « Notes et références ».
Johann Melchior Joseph Wyrsch  ou Jean Wyrsch est un peintre suisse né à Buochs le 21 août 1732, et tué à Buochs le 9 septembre 1798. 

## Biographie
Il est le fils de Balthasar Franz Xaver Wyrsch, cultivateur mais aussi conseiller, bailli et délégué à la Diète, et d'Anna Klara Achermann. 
À 13 ans, en 1745, il a été envoyé en apprentissage de la peinture chez le peintre Johann Michael Suter à Lucerne. Trois ans plus tard il entre chez Franz Anton Kraus (Soflingen, 1705-Einsiedeln, 1752), qui a travaillé en France entre 1732 et 1743, établi en Suisse depuis 1743. Melchior Wyrsch a travaillé à l'église abbatiale d'Einsiedeln que Kraus décore. Il le quitte en 1749 pour aller en Suisse centrale puis dans le Tessin. Il se rend à Rome où il travaille en 1753 dans l'atelier de Gaetano Lapis et à l'Académie de France à Rome. 
En 1754 il fait un voyage à Naples, probablement avec le sculpteur Luc Breton, puis il revient en Suisse et s'établit à Zurich en 1755 où il réalise des portraits, en particulier celui de Johann Caspar Füssli. Au bout de deux ans, il quitte Zurich et est revenu dans son pays où il a cherché des commandes en parcourant le pays, à Einsiedeln et Schwytz, en 1764-1765, où il a exécuté des peintures religieuses, puis à Soleure, en 1765-1768. Il s'est marié à Stans, en 1761, Maria Barbara Keyser.
En 1768, il se rend à Besançon, exerçant comme portraitiste. Il fonde à Besançon en 1773, avec le sculpteur Luc Breton, une école gratuite de peinture et de sculpture. Il a alors comme élève Alexandre Chazerand.
Toujours en 1773, Wyrsch peint le portrait collectif de la famille de Claude François d'Amédor de Mollans, qui habite l'hôtel Pourcheresse d'Etrabonne à Besançon, représenté avec ses enfants, petits-enfants, gendres et belles-filles (dont la femme de son fils aîné, Anne-Charlotte de Lavaulx de Vrécourt), au nombre d'une vingtaine de personnes. Le cadre aurait été sculpté, dit-on, par Luc Breton (1731-1800). 
L'artiste est déclaré, en 1784, citoyen d'honneur de la ville de Besançon en raison des services rendus. Il part cette même année pour Lucerne, où il crée une école municipale de dessin. 
Atteint de cécité complète en 1788, il retourne dans son village natal en 1797. L'année suivante, il est tué à bout portant par des soldats français et sa maison brûlée lors de l'invasion des cantons catholiques par l'armée du Directoire. Il s'était refusé à  fuir son village en disant  que : "Je connais les Français, j'ai vécu au milieu d'eux, je parle leur langue ; ils sont braves et humains...".

## Hommage
Une rue de Besançon porte son nom.

## Œuvres

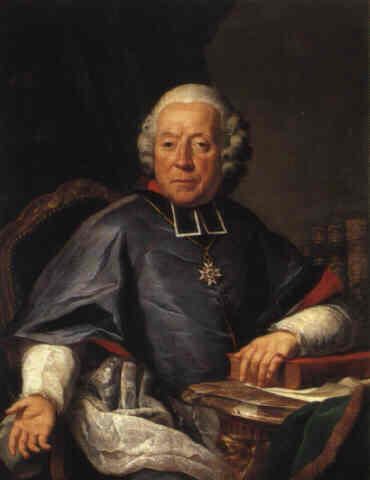
Portrait de Pierre-Louis-Bonaventure de Montrichard, chanoine de Baume, 1778, collection privée.
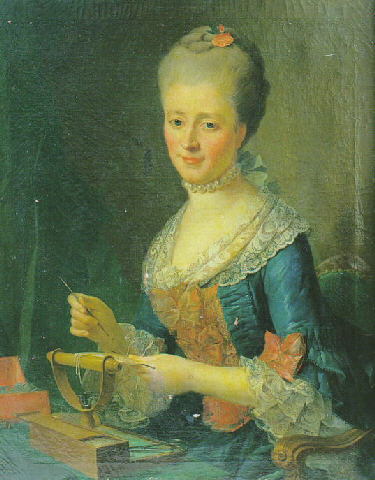
Portrait de Madame Marie Joseph Françoise Hursule de Boquet de Courbouson, collection privée.
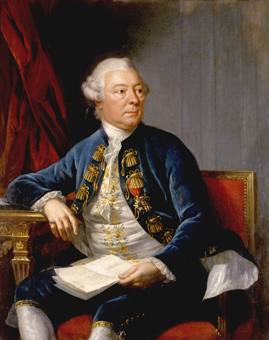
Portrait du prince Honoré III, 1781.
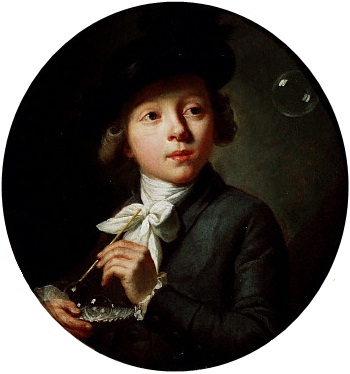
Jeune garçon faisant des bulles de savon, Portrait de Jean-Antoine Laurens (1772-1840), 1784, musée des Beaux-Arts et d'Archéologie de Besançon.
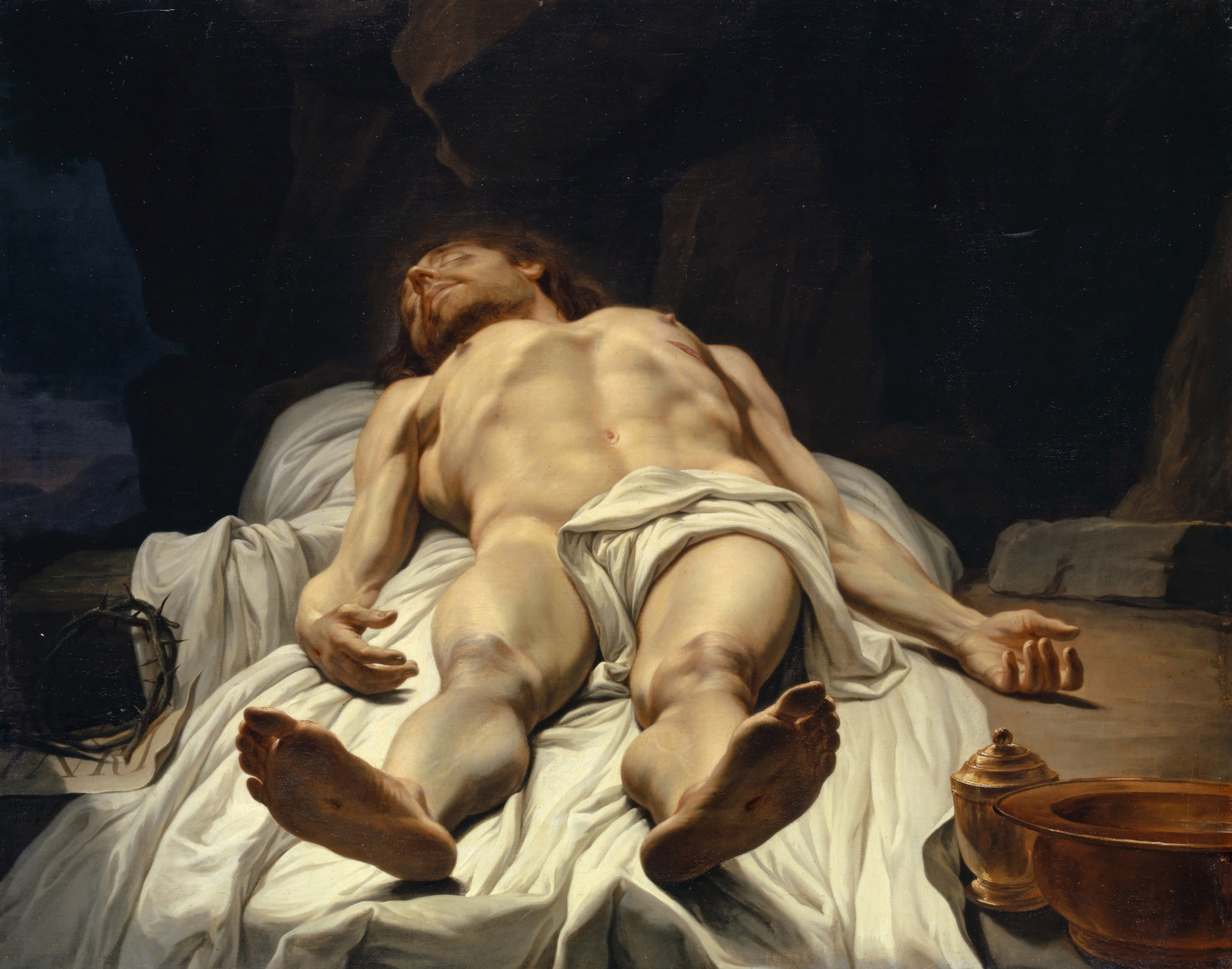
Le Christ mort, 1779, Kunstmuseum Basel.